# 광양제철중학교
광양제철중학교(光陽製鐵中學校)는 대한민국 전라남도 광양시 금호동에 위치한 사립 중학교이다.

## 학교 연혁
- 1984년 12월 14일 : 광양제철중학교 설립인가(3학급, 급당 40명)
- 1985년 3월 5일 : 개교 및 입학식
- 1985년 12월 2일 : 초대 김진 교장 취임
- 1986년 1월 31일 : 신축교사 준공
- 1986년 2월 11일 : 제1회 졸업식 (5명)
- 1986년 3월 14일 : 중학교 교사 준공식 (교실 15, 특별실, 기타 등)
- 1993년 3월 5일 : 축구부 창단 감독 1명, 선수 13명
- 1994년 1월 18일 : 학교이전
- 1997년 2월 28일 : 품위관 준공 학교 식당
- 1997년 10월 31일 : 심기관 준공 학교 강당 겸 체육관
- 2011년 3월 1일 : 태금중 통합
- 2013년 3월 1일 : 선진형 교과교실제 운영
- 2024년 1월 5일 : 제39회 졸업식 128명(총 11,900명)
- 2024년 3월 1일 : 제11대 김영선 교장 취임

## 참고 자료
- 광양제철중학교 - 한국교육학술정보원 학교알리미